# Khí hậu xavan

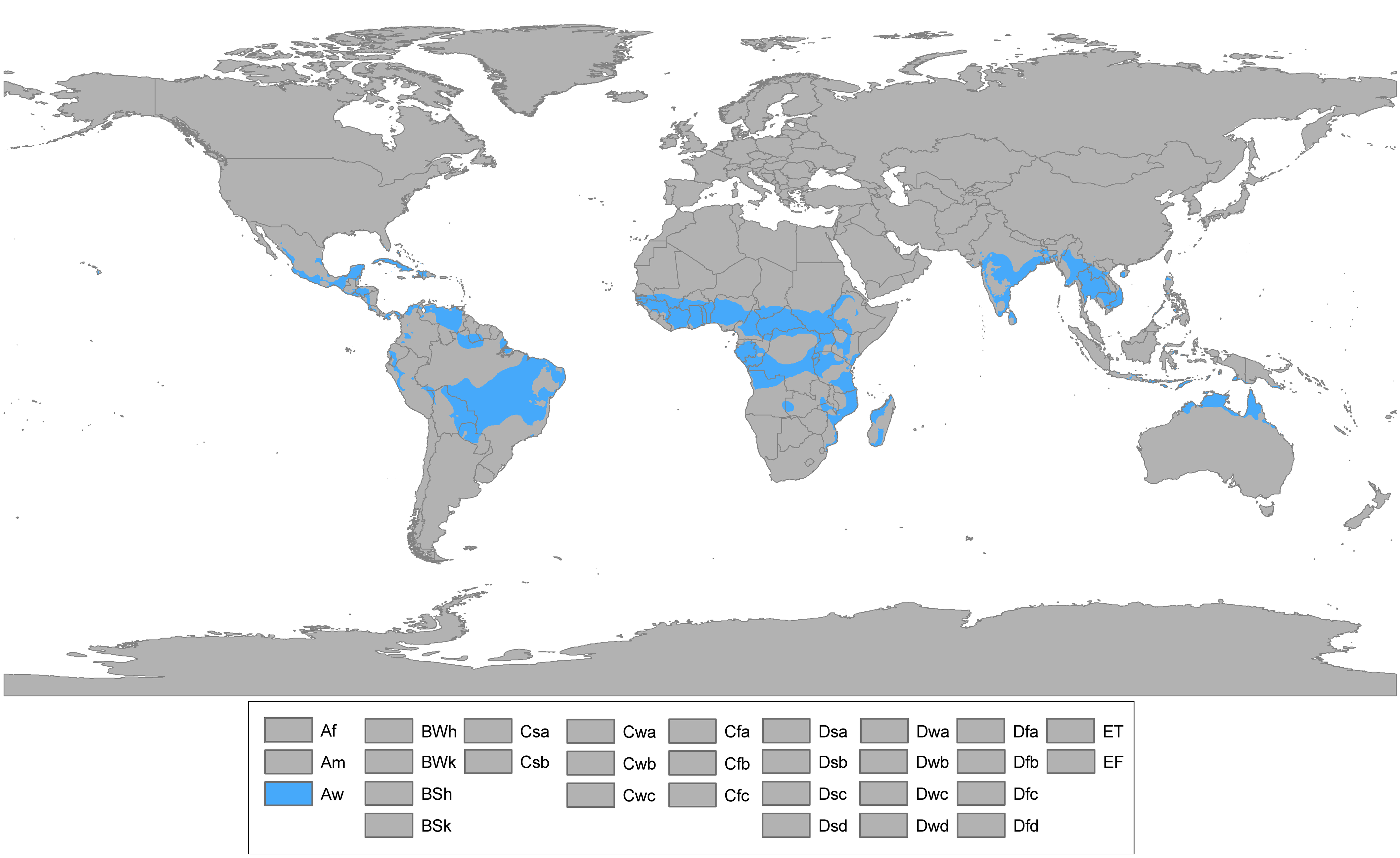
Các khu vực có khí hậu xavan trên thế giới (Aw).

Khí hậu xavan hay khí hậu nhiệt đới xavan là kiểu khí hậu được bảng Phân loại khí hậu Köppen xếp ở mục "Aw" và'"As."
Khí hậu nhiệt đới xavan có nhiệt độ trung bình tất cả các tháng trong năm trên 18 °C và thường có một mùa khô rõ rệt, tháng khô nhất có lượng mưa trung bình dưới 60 mm và cũng thấp hơn (100 − [tổng lượng mưa hàng năm ] {mm}/25]). Đây là điều đối nghịch với khí hậu nhiệt đới gió mùa, kiểu khí hậu cũng có lượng mưa dưới 60 mm trong tháng khô nhất nhưng có nhiều hơn (100 − [tổng lượng mưa hàng năm {mm}/25]). Nhìn chung, kiểu khí hậu xavan thường hoặc là có lượng mưa thấp hơn hoặc là có mùa khô rõ rệt hơn khí hậu nhiệt đới gió mùa.

## Phân bố
Khí hậu xavan hay khí hậu nhiệt đới xavan thường được phân bố ở châu Phi,châu Á và Nam Mỹ. Kiểu khí hậu này cũng được bất gặp ở một số vùng của Trung Mỹ, phía bắc Australia và phía nam của Bắc Mỹ, đặc biệt ở một số khu vực của Mexico và bang Florida của Mỹ.

## Việt Nam
Ở Việt Nam, tỉnh Ninh Thuận thuộc về khí hậu nhiệt đới Xavan, nhiệt độ trung bình hàng năm từ 26-27 độ C. Thời tiết có 2 mùa rõ rệt: mùa mưa từ tháng 9 đến tháng 11; mùa khô từ tháng 12 đến tháng 9 năm sau. Mỗi năm chỉ có trên dưới 50 ngày mưa, lượng mưa bình quân hàng năm chỉ khoảng trên dưới 700 mm (trong khi đó, lượng mưa bình quân của Nha Trang là 1356 mm, ở Phan Thiết là 1187 mm).